# 닐 테넌트
닐 테넌트(Neil Tennant, 1954년 7월 10일 ~ )는 잉글랜드의 싱어송라이터로, 펫 숍 보이스의 일원이다.